# Campo Nuevo Caimanes
Campo Nuevo Caimanes är en ort i Mexiko.   Den ligger i kommunen Elota och delstaten Sinaloa, i den centrala delen av landet, 900 km nordväst om huvudstaden Mexico City. Campo Nuevo Caimanes ligger 33 meter över havet och antalet invånare är 182.
Terrängen runt Campo Nuevo Caimanes är platt. Runt Campo Nuevo Caimanes är det mycket glesbefolkat, med 4 invånare per kvadratkilometer. Närmaste större samhälle är La Cruz, 9,8 km söder om Campo Nuevo Caimanes. Omgivningarna runt Campo Nuevo Caimanes är en mosaik av jordbruksmark och naturlig växtlighet.